# Richard Arnold
Pour les articles homonymes, voir Richard A. Arnold, Richard R. Arnold et Arnold.
Richard Arnold (12 avril 1828 - 8 novembre 1882) est un officier de carrière de l'armée des États-Unis qui a servi en tant que brigadier général dans les forces de l'Union pendant la guerre de Sécession. Son artillerie aide à forcer la reddition de deux villes importantes confédérées, dont Mobile, Alabama.

## Avant la guerre
Arnold est le fils du gouverneur du Rhode Island et membre du congrès des États-Unis Lemuel Arnold (en), il naît à Providence, Rhode Island, en 1828, et est diplômé de l'académie militaire de West Point en 1850. Parmi ses camarades de promotion, on retrouve Eugene A. Carr et Cuvier Grover, qui serviront avec lui dans le théâtre Trans-Mississippi pensant la guerre de Sécession. Son service avant guerre se déroule dans différents postes routiniers en Floride, Californie, et dans le nord-ouest Pacifique. Arnold est promu capitaine dans l'armée régulière et devient aide de camp du major général John E. Wool.

## Guerre de Sécession
Peu après le début de la guerre de Sécession, Arnold commande la batterie D du 2nd U.S. Artillery lors de la première bataille de Bull Run, et est forcé d'abandonner ses canons pendant la déroute de l'Union. En 1862, il sert dans différents postes d'état-major dans l'armée du Potomac, dont le poste de chef de la division d'artillerie et d'adjoint à l'inspecteur général du VI corps (en).
Après la bataille des sept jours, il reçoit une commission de brigadier général des volontaires et est transféré dans le département du Golfe, où il est affecté en tant que chef de l'artillerie. Il sert dans ce poste pendant deux années, sauf pendant une période temporaire de deux mois après que Albert L. Lee a été relevé de son commandement pendant la campagne de Red River. Lors du siège de Port Hudson, Arnold dirige l'artillerie de siège qui précipite la reddition du fort et de la ville. Il commande plus tard l'artillerie qui contraint la reddition de Mobile, Alabama. Il est breveté au grade de major général avec une date de prise de rang en mars 1865.

## Après la guerre
Après la guerre, il revient dans l'armée régulière avec le grade de capitaine et sert dans divers postes avec le 5th U.S. Artillery. Il est promu commandant en 1875. En 1882, alors qu'il est affecté à Governor's Island dans la ville de New York, il est promu lieutenant colonel, mais décède cinq jours plus tard. Il est enterré dans le cimetière de Swan Point (en) à Providence.
Le mouilleur de mines USS Dick Arnold de la Seconde Guerre mondiale est baptisé en l'honneur du général. Dix marins sont tués lorsque le Dick sombre sur une mine pendant une tempête au large de Portsmouth, New Hampshire, et coule en janvier 1942.
La beau-frère d'Arnold, le brigadier général Isaac P. Rodman, est mortellement blessé lors de la bataille d'Antietam.